# 우간다의 경제
우간다의 경제는 큰 잠재력을 가지고 있으며 빠른 경제 성장과 발전을 위한 준비를 갖추고 있는 것으로 보인다. 우간다는 풍부한 비옥한 땅, 규칙적인 강우량, 광물 매장량을 포함한 중요한 천연자원을 가지고 있다.
자치제 시행 이후 만성적인 정치적 불안정과 불규칙한 경제 운영으로 우간다는 세계 최빈국이자 최빈국가로 전락했다. 주로 여성인 비공식 경제는 그들의 업무와 관련하여 보호가 없는 취약한 개인들의 집단으로 광범위하게 정의된다. 여성들은 우간다의 공식 경제에 접근하려고 할 때 성별에 특정한 장벽에 직면하게 되며 비공식 부문의 여성 대출에 대한 편견을 보여주는 연구에 직면하게 된다. 비록 서부 지역에서 석유 매장량이 많이 발견되었지만, 국가 에너지 수요는 역사적으로 국내 에너지 발전보다 더 많았다.
이디 아민 시기의 혼란 이후, 우간다는 1981년에 상당한 대외 원조를 받는 경제 회복 프로그램을 시작했다. 1984년 중반부터 지나치게 팽창적인 재정 및 통화정책과 내분사태가 재발하면서 경제성과가 후퇴했다.
1990년대 이후 경제는 성장했으며, 1990년~2015년 실질 국내총생산(GDP)은 연평균 6.7% 성장한 반면, 같은 기간 1인당 실질 GDP는 연평균 3.3% 성장했다. 이 기간 동안 우간다 경제는 경제 변혁을 경험했는데, GDP에서 농업 부가가치 점유율은 1990년 56%에서 2015년 24%로 감소했고, 산업 점유율은 11%에서 20%로 성장했다(제조업은 느린 속도로 증가, GDP의 6%에서 9%로 증가), 서비스 점유율은 32%에서 55%로 증가했다.

## 국제 무역 및 금융

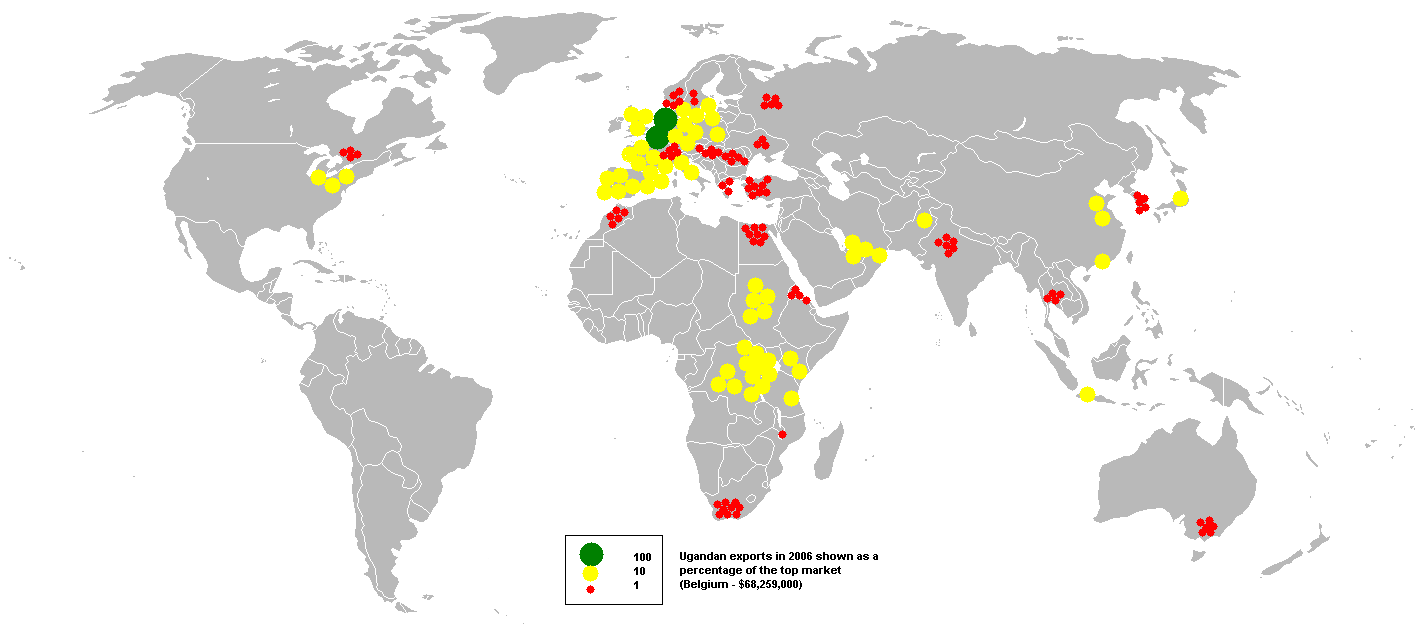
2006년 우간다 수출국

1986년 초 집권한 이후 요웨리 무세베니 정부는 경제회복을 위한 중요한 조치를 취했다. 전쟁과 방치로 파괴된 국가의 기반 시설, 특히 교통과 통신 시스템이 재건되고 있다. 대외지원의 증가를 인식한 우간다는 1987년 IMF와 세계은행과 정책 뼈대 논문을 협상했다. 그 후 우간다는 물가 안정성과 지속 가능한 국제수지 회복, 용량 활용률 향상, 인프라 재건, 적절한 가격 정책을 통한 생산자 장려책 복원, 공공 부문에서의 자원 이동 및 할당 개선을 위해 설계된 경제 정책을 시행하기 시작했다. 이러한 이른바 구조조정 프로그램은 우간다 경제의 형태를 크게 개선시켰지만 시행 후 첫 10년 동안 경제 성장을 이끌지는 못했다. 1995년 이후 우간다는 급속한 경제성장을 경험했지만, 이러한 긍정적인 발전이 구조 조정에 어느 정도 기인할 수 있는지는 분명하지 않다. 우간다는 1995년 1월 1일부터 세계무역기구의 회원국으로, 1962년 10월 25일부터는 관세 무역 일반 협정의 회원국으로 활동하고 있다.

## 통화
우간다는 1966년 우간다 은행을 통해 자체 화폐를 발행하기 시작했다.

## 농업
농업이 우간다의 외환 수입의 상당 부분을 공급하고 있으며, 이 중 우간다는 에티오피아에 이어 아프리카 제2의 생산국으로 2017년 수출의 약 17%를 차지하여 5억 4500만 달러를 벌어들였다. 의류, 가죽, 껍질, 바닐라, 채소, 과일, 절화, 생선 등의 수출이 증가하고 있고 면화, 차, 담배는 계속 주류를 이루고 있다.

## 교통편
우간다에는 2017년 기준 약 13만km(80,778mi)의 도로가 있고, 포장도로는 약 5,300km(3,293mi)(4%)이다. 대부분의 포장도로는 이 나라의 수도이자 가장 큰 도시인 캄팔라에서 나온다.
2017년 현재 우간다의 미터 궤간 철도의 길이는 약 1,250km(777mi)이다. 이 중 약 56%(700km(435mi)가 가동 중이다. 인도양의 몸바사에서 발원하는 철도는 토로로와 연결되며 서쪽으로 진자, 캄팔라, 카세세까지 이어지며 북쪽으로 음발레, 소로티, 리라, 굴루, 파크와치까지 이어진다. 그러나 현재 운행되고 있는 유일한 철도 노선은 캄팔라로 가는 노선이다.
우간다의 몸바사 항구와 연결되는 중요한 연결 고리는 현재 주로 도로로 이루어지며, 교통의 필요를 충족시키며, 인근 르완다, 부룬디, 콩고 민주 공화국의 일부, 남수단의 요구도 충족시킨다.
국제공항은 캄팔라에서 남쪽으로 41km 떨어진 빅토리아호 북쪽 해안 엔테베에 있다. 우간다 정부는 2018년 1월 우간다 서부주에 카발레 국제공항 건설을 시작했다. 이번 공항은 우간다의 두 번째 국제공항으로 정유공장 건설과 관광 활성화를 위해 계획되어 있다.

## 정보 통신
우간다 통신 위원회는 주로 "사용 가능한 민간 부문을 통해 제공되는" 통신을 규제한다. 이 회사가 규제하는 회사는 텔레비전 네트워크, 라디오 방송국, 이동통신사, 유선 전화 회사 등이다.

## 광업 및 석유
우간다의 주요 광물 발생지는 남쪽의 금, 텅스텐, 주석, 베릴, 탄탈라이트, 북쪽의 위도 0도에서 2도 사이의 텅스텐, 점토, 화강암, 그리고 금, 마이카, 구리, 석회암, 철이다.
우간다 정부와 툴로우 오일은 2015년 6월 정부에 납부한 특정 양도소득세 액수에 대한 오랜 분쟁을 해결했다. 정부는 그 회사가 4억 3천 5백만 달러의 빚을 졌다고 주장했다. 그러나 이 청구권은 미화 2억5천만 달러에 해결되었다.
정부는 2018년 4월 미국의 제너럴 일렉트릭(GM)이 이끄는 국제 협력단인 앨버틴 그라벤 정유 컨소시엄과 우간다 서부지역에 하루 6만 배럴 규모의 우간다 정유소를 건설하기로 협약을 맺었다. 개발 비용은 약 40억 달러에 달한다.

## 같이 보기
- 유엔 아프리카 경제 위원회